# Лангнер, Фриц
Фриц Лангнер (нем. Fritz Langner; 8 августа 1912, Бреслау — 25 января 1998) — немецкий футболист, а также футбольный тренер.

## Карьера игрока
Свою футбольную карьеру Фриц Лангнер начал в клубе «Бреслауер». В 1933 году команда разбилась на две, и Лангнер выбрал «Бреслауер 02». Вместе с командой ему удалось в 1938 году занять второе место в Гаулиге «Силезия», а в 1942 году стать победителями Гаулиги «Нижняя Силезия».
После окончания войны он оказался в Шлезвиг-Гольштейне в клубе «Экернфёрдер», где вместе с Куртом Блаузесом был играющим тренером. В сезоне 1946/47 их команде удалось квалифицироваться в финальную часть чемпионата Северной Германии, но местная ассоциация решила вместо «Экернфёрдера» допустить к турниру «Хольштайн». Это привело к вмешательству британских оккупационных властей и запрещению соревнования на год для всех клубов лиги.
В итоге, Лангнер был вынужден перейти в гамбургскую «Конкордию», в которой он снова был играющим тренером. Ему удалось вывести клуб в Оберлигу «Север», и, получив профессиональную тренерскую лицензию, в 1948 году завершить карьеру игрока.

## Тренерская карьера
Лангнер продолжал работу в «Конкордии» до 1952 года, а после принял руководство в «Дюрене 99». В 1955 году он возглавил клуб «Вестфалия 04» и добился с ним своих первых успехов — в 1959-м ему удалось выиграть Оберлигу «Запад». Лангнеру удалось выстроить оборонительную модель игры и полностью использовать потенциал своих лидеров — Хельмута Бентхауса и Ханса Тильковски. Повторения этого результата более не случилось и в 1962 году Лангнер присоединился к «Боруссии» из Мёнхенгладбаха.
Сезон 1962/63 выдался для Фрица безуспешным, поскольку «Боруссия» сумела занять лишь 11-е место в Оберлиге «Запад», и таким образом, она не получила пропуск в первый сезон Бундеслиги. В команде стал формироваться будущий костяк, ставший спустя годы легендами клуба и всего немецкого футбола — Хорст-Дитер Хёттгес, Герберт Лаумен, Гюнтер Нетцер; но Лангнер предпочёл сразу откликнуться на предложение «Шальке 04», в который он перешёл 26 апреля 1964 года. В первом сезоне Лангнера в Бундеслиге результат был катастрофическим для его новой команды — «Шальке 04» занял последнее место, и лишь расширение турнира до 18 команд спасло его от вылета. Ему и здесь удалось подтянуть молодёжь к основному составу, среди которых был Клаус Фихтель, но в течение трёх лет команда оставалась в нижней части турнирной таблицы.
Соглашение с Лангнером было расторгнуто в 1967 году, но ему удалось устроиться в «Вердере». Ему удалось улучшить результаты клуба, и по итогам сезона 1967/68 стать серебряными призёрами чемпионата. На следующий год команда опустилась на девятое место. В связи с напряженностью среди игроков из-за методов управления тренера руководство решило не препятствовать переговорам Лангнера с «Мюнхеном 1860». Далее в его карьере клубы начали быстро сменяться — лишь с «Оснабрюком» он сумел выиграть региональную лигу «Север» в 1971 году. В 1972-м «Вердер» назначал его вновь главным тренером, когда Зепп Пионтек не мог по состоянию здоровья исполнять свои обязанности. В 1980 году ситуация повторилась, но на сей раз Руди Ассауэр не имел тренерской лицензии. Это была последняя тренерская работа Лангнера.